# Disputa Ugandei
Disputa Ugandei a provenit dintr-un proiect sionist, condus de Theodor Herzl, de așezare temporală a unor evrei din Imperiul Rus și din România în Uganda. Împotriva proiectului s-au ridicat fruntașii sioniști din Europa de Est, conduși de Jacob Bernstein-Cohen.
În aprilie 1903, ministrul coloniilor britanice i-a propus lui Herzl un proiect în care sioniști vor arenda mari teritorii în Uganda. La început Herzl a refuzat propunerea, dar după Pogromul de la Chișinău (1903) a ajuns la concluzia că evreii din Europa de Est sunt în mare primejdie și nu pot să aștepte până o să se deschidă porțile Țării Israel și s-a hotărât să primească oferta. 
Reprezentanți evreilor din Europa de Est, în frunte cu Jacob Bernstein-Cohen și Menahem Usișkin s-au împotrivit, i-au învinuit pe cei care sprijineau proiectul, că sunt trădători și au declarat în lacrimi că patria evreilor este numai Țara Israel. S-a primit o hotărâre să fie trimisă o delegația care trebuia să vadă care e situația în Uganda. Între timp scandalul a crescut, au fost manifestații împotriva proiectului și Hertzl a declarat că era vorba numai de ceva temporar și ținta de a fonda un stat evreu în Țara Israel nu s-a schimbat. Proiectul Uganda a fost anulat la Congresul Sionist din 1905.